# Diabetesforeningen
Diabetesforeningen (the Danish Diabetes Association) er en dansk interesseorganisation for mennesker med diabetes/sukkersyge. Diabetesforeningen arbejder for at forbedre livsvilkårene for mennesker med diabetes gennem tre indsatsområder:
1. At forebygge diabetes.
2. At leve godt med diabetes
3. At helbrede/forske i diabetes.

Foreningen varetager også diabetikeres interesser overfor politikere og sundhedsvæsenet.  
Diabetesforeningen blev grundlagt i 1940 som Landsforeningen for Sukkersyge, men skiftede i 1984 navn til Diabetesforeningen efter det latinske navn for sygdommen. Foreningen har ca. 90.000 medlemmer, og er dermed en af Danmarks største patientforeninger.
Diabetesforeningen arbejder for at forbedre livsvilkårene for mennesker med diabetes og sætte diabetes på den politiske dagsorden.
- Mindst 260.750 danskere har diabetes (heraf 235.175 med type 2-diabetes)
- 60.000 danskere ved endnu ikke, at de har type 2-diabetes
- 300.000 danskere skønnes at have forstadie til type 2-diabetes (prædiabetes)
- Antallet af mennesker med diabetes er mere end fordoblet fra 2000-2016
- Diabetes koster det danske samfund omkring 86 mio. kr. om dagen
- I 2030 vil 430.000 danskere være diagnosticeret med type 2-diabetes.[1]

H.K.H. Prins Joachim er protektor for Diabetesforeningen.